# Studio 5
A Studio 5 néven alakított zeneszerző csoportot öt magyar fiatal alkotó hozta létre, akik célja, hogy az európai zenei tradícióból kiindulva olyan új hangversenyeket hozzanak létre, melyek magas művészi színvonalon képeznek hidat tradíció és innováció, patina és progresszió között. Az alapító tagok gondolkodásmódja azonos idiómákra épül, ugyanakkor mindegyik szerző a saját zenei nyelvén alkot.

## Tagjai
- Bella Máté (1985)
- Kecskés D. Balázs (1993)
- Kutrik Bence (1976)
- Szentpáli Roland (1977)
- Virágh András Gábor (1984)

Korábbi tagok
- Mátyássy Szabolcs (1974)
- Varga Judit (1979)
- Solti Árpád (1986)

## Küldetés
Öt fiatal zeneszerző, akik bár különbözően gondolkodnak a világról és különböző zenei nyelveken komponálnak, alapvető szerzői értékeik mentén mégis összetartoznak. Mentesek a stiláris előítéletektől, mindenféle zenei hatást szívesen használnak és integrálnak, mindezt a lehető legmagasabb színvonalon teszik. A mai magyar zeneszerzők Y és Z generációja annak a Ligeti György és Kurtág György nevével fémjelzett zenei tradíciónak az örököse, mely Bartók Béla, Kodály Zoltán és Dohnányi Ernő után nemzetközi szintre emelte a kortárs magyar zenét.
Bár az alkotók szinte kivétel nélkül külföldön is végeztek zenei tanulmányokat (Kanadában, Lengyelországban, Belgiumban, Ausztriában és Svédországban), mindannyian a Zeneakadémiát (Liszt Ferenc Zeneművészeti Egyetem) tartják az alma materüknek. Szeretnék újrafogalmazni zenei szerepüket a jelenkorban és közelebb hozni a kortárs zenét a fiatalabb közönséghez. A STUDIO 5 alkotói úgy gondolják, hogy szemléletmódjukkal a nagyközönség számára ismét befogadhatóvá tudják tenni a mai komolyzenét.